# Svetislav Stjepan Krnjak
Svetislav Stjepan Krnjak (Dekanovec, Međimurje, 3. rujna 1940.) hrvatski je katolički svećenik, franjevac, povjesničar.
Rođen je 3. rujna 1940. godine u Dekanovcu u Međimurju kao dvanaesto dijete u obitelji. Dobio je ime Stjepan po ocu, a Svetislav je njegovo kasnije redovničko ime. Prva četiri razreda osnovne škole pohađao je u rodnom Dekanovcu, peti razred u Zagrebu, a ostala tri razreda osnovne u Subotici. Pohađao je klasičnu gimnaziju u Franjevačkom sjemeništu u Zagrebu. Vojni rok služio je u Štipu u Makedoniji 1960. godine. Studirao je filozofiju na Franjevačkom učilištu na Trsatu od 1964. do 1966. godine te teologiju na Katoličko-bogoslovnom fakultetu u Zagrebu od 1966. do 1969. godine. 
Zaređen je za svećenika u zagrebačkoj katedrali 29. lipnja 1969. godine. Zaredio ga je zagrebački kardinal Franjo Kuharić. Mladu misu služio je u župnoj crkvi sv. Nikole u  Čakovcu. Studirao je još jednu godinu teologije u Grazu i bio kapelan u Hrvatskoj katoličkoj misiji u istome gradu. Nakon završetka studija, bio je kapelan u Osijeku. Kasnije je bio je kapelan i u Beču od 1972. do 1974. godine. Kratko vrijeme boravio je u samostanu u Münchenu pa je službovao na mjestu vikara i profesora vjeronauka u mjestu Ebersbach/Fils kod Stuttgarta do 1978. godine. 
Vratio se u Hrvatsku i obavljao posao magistra studenata bogoslovije u Zagrebu do 1981. godine.  Nakon toga postao je kapelan u Bjelovaru u župi sv. Antuna Padovanskoga, gdje ostaje sve do 2005. godine. Bio je gvardijan bjelovarskoga samostana od 1991. do 1999. godine, a župnik od 1996. do 1999. godine.  Predavao je vjeronauk u gimnaziji i osnovnoj školi, vodio je Franjevački svjetovni red, bio je samostanski knjižničar. Kao župnik dao je sagraditi crkvu sv. Josipa u Čurlovcu i crkvu sv. Jurja u Kupinovcu te je dao podići toranj uz crkvu sv. Leopolda Mandića u Trojstvenom Markovcu. 
Bavio se proučavanjem povijesti i pisanjem knjiga. Objavio je više knjiga o rodoslovlju i porijeklu obitelji Krnjak i Andrašec. Napasao je knjigu "Hrvatski zavjetni križ", koja je do sada izašla u 12 izdanja. Objavljivao je radove u Hrvatskom kajkavskom kalendaru u izdanju Ogranka Matice hrvatske Čakovec. Napisao je životopise nekoliko hrvatskih franjevaca, među kojima i fra Stanka Banića, s kojim je surađivao dugi niz godina u bjelovarskom samostanu. Bavi se i izdavanjem knjiga. U sklopu zbornika "Krnjak" izdao je 24 knjige. 
Od 2005. godine kapelan je u franjevačkom samostanu u Hrvatskoj Kostajnici.

## Unutarnje poveznice
- Hrvatski zavjetni križ